# Fentale
Cet article concerne le volcan. Pour le district, voir Fentale (woreda).
Le Fentale, également appelé Fantale, Fantali ou encore Fantalle, est un volcan d'Éthiopie situé dans la vallée du Grand Rift.

## Géographie
Le Fentale est situé dans le centre de l'Éthiopie, à l'extrémité sud-ouest de la dépression de l'Afar de la vallée du Grand Rift, dans la région d'Oromia, à l'est de la capitale Addis-Abeba et la l'ouest de la ville d'Awash.
Ce volcan se présente sous la forme d'une montagne culminant à 2 007 mètres d'altitude et couronnée par une caldeira elliptique de 4,5 kilomètres de longueur, 2,5 kilomètres de largeur et de 500 mètres de profondeur orientée ouest-nord-ouest-est-sud-est.
Le stratovolcan est majoritairement formé de laves fluides rhyolitiques et obsidiennes avec quelques tuf ainsi que des laves trachitiques et obsidiennes dans le fond de la caldeira ce qui fait du Fentale un volcan rouge.

## Histoire
Seulement deux éruptions sont connues sur le Fentale. La première s'est produite au XVIIIe siècle lorsqu'une coulée de lave a détruit un village abyssinien et son église au sud,. La seconde d'indice d'explosivité volcanique de 0 s'est déroulée approximativement en 1820 sur le flanc sud-ouest du volcan ainsi que dans la caldeira et a émis deux coulées de lave d'un volume de 25 millions de mètres cubes.